# クオリティロード
クオリティロード (Quality Road) とはアメリカ合衆国生産の競走馬、種牡馬。主な勝ち鞍に2009年のフロリダダービー、2010年のドンハンデキャップ、メトロポリタンハンデキャップ、ウッドワードステークスなど。

## 経歴
- 特記事項なき場合、本節の出典はEQIBASE[1]

2008年11月29日、アケダクト競馬場でのメイドン競走でデビューし、1着。3歳初戦のアローワンス競走2着ののちファウンテンオブユースステークスで重賞初勝利。G1競走初出走のフロリダダービーでは2着ダンカークに1馬身4分の3差つけて重賞2連勝と同時にG1競走初勝利を挙げる。しかし、レース後に裂蹄を発症していることが発覚し、治療を行い一時は回復したがその後再発、陣営はケンタッキーダービーの前週に同競走への出走回避を表明。その後、6月中旬にジャーケンス厩舎からトッド・プレッチャー厩舎に移籍する。移籍後かつ故障明け初戦のアムステルダムステークスを勝ちあがり、続くトラヴァーズステークスはベルモントステークスの勝ち馬サマーバードの3着、10月3日のジョッキークラブゴールドカップステークスでも再びサマーバードに屈して2着に終わる。その後はサンタアニタ競馬場でのブリーダーズカップ・クラシックに駒を進めたが、ゲートで暴れ、脚に傷を負ったため大事をとってスクラッチ（出走取消）。さらに、東海岸に戻る航空機に乗ることを拒否する一幕もあり、代替ルートとして陸路によりチャーチルダウンズ経由で東海岸に戻っていった。
明け4歳初戦、ハルズホープステークスを制し、続くドンハンデキャップでは2着のドライマティーニに12馬身4分の3差をつけ、1分47秒49のトラックレコードでG1競走2勝目を挙げた。5月31日のメトロポリタンハンデキャップでG1競走3勝目を挙げるも、続くホイットニーハンデキャップはブレイムにアタマ差届かない2着。秋のウッドワードステークスをも制してブリーダーズカップ・クラシックに乗り込んだが最下位の12着に終わり、現役を引退して種牡馬入りした。

## 競走成績
以下の内容は、EQIBASEの情報および記載法に基づく。
| 出走日     | 競馬場                 | 競走名                         | 格 | 距離  | 着順 | 騎手            | 着差       | 1着（2着）馬        |
| ---------- | ---------------------- | ------------------------------ | -- | ----- | ---- | --------------- | ---------- | ------------------- |
| 2008.11.29 | アケダクト             | メイドン                       |    | D6.5f | 1着  | A. ガルシア     | 2 3/4馬身  | (Toulouse Lutrec)   |
| 2009.01.10 | ガルフストリームパーク | アローワンス                   |    | D7f   | 2着  | A. ガルシア     | 2 1/4馬身  | Theregoesjojo       |
| 2009.02.28 | ガルフストリームパーク | ファウンテンオブユースS        | G2 | D8f   | 1着  | J. ヴェラスケス | 4 1/4馬身  | (Theregosejojo)     |
| 2009.03.28 | ガルフストリームパーク | フロリダダービー               | G1 | D9f   | 1着  | J. ヴェラスケス | 1 3/4馬身  | (Dunkirk)           |
| 2009.08.03 | サラトガ               | アムステルダムS                | G2 | D6.5f | 1着  | J. ヴェラスケス | 2 1/4馬身  | (Capt.Candyman Can) |
| 2009.08.29 | サラトガ               | トラヴァーズS                  | G1 | D10f  | 3着  | J. ヴェラスケス | 5馬身      | Summer Bird         |
| 2009.10.03 | ベルモントパーク       | ジョッキークラブ金杯           | G1 | D10f  | 2着  | J. ヴェラスケス | 1馬身      | Summer Bird         |
| 2010.01.03 | ガルフストリームパーク | ハルズホープS                  | G3 | D8f   | 1着  | J.ヴェラスケス  | 2 3/4馬身  | (You and I Forever) |
| 2010.02.06 | ガルフストリームパーク | ドンH                          | G1 | D9f   | 1着  | J.ヴェラスケス  | 12 3/4馬身 | (Dry Martini)       |
| 2010.05.31 | ベルモントパーク       | メトロポリタンH                | G1 | D8f   | 1着  | J.ヴェラスケス  | 1 1/2馬身  | (Musket Man)        |
| 2010.08.07 | サラトガ               | ホイットニーH                  | G1 | D9f   | 2着  | J.ヴェラスケス  | アタマ     | Blame               |
| 2010.09.04 | サラトガ               | ウッドワードS                  | G1 | D9f   | 1着  | J.ヴェラスケス  | 4 3/4馬身  | (Mythical Power)    |
| 2010.11.06 | チャーチルダウンズ     | ブリーダーズカップ・クラシック | G1 | D10f  | 12着 | J.ヴェラスケス  | 29 1/4馬身 | Blame               |

## 引退後
引退後はレーンズエンドファームで種牡馬となり、初年度の種付料は35000ドルに設定された。活躍馬をコンスタントに送り出していることに比例して種付料も上昇し、2018年度には7万ドルだったのが2019年度は15万ドルに上昇してレーンズエンドファーム繋養種牡馬中最高の種付料に躍り出し、2020年度にはさらに上昇して20万ドルに達した。

### 主な産駒
- 2012年産
  - フーテナニー（Hootenanny） - 2014年ブリーダーズカップ・ジュヴェナイルターフ[14]
  - イルミナント（Illuminant） - 2016年ゲイムリーステークス[15]
  - スプリングクオリティ（Spring Quality） - 2018年マンハッタンステークス[16]
- 2014年産
  - エイベルタズマン（Abel Tasman) - 2016年スターレットステークス、2017年ケンタッキーオークス、エイコーンステークス、CCAオークス、2018年オグデンフィップスステークス、パーソナルエンスンハンデキャップ[17]
  - シティオブライト（City of Light） - 2017年マリブステークス、2018年トリプルベンドステークス、ブリーダーズカップ・ダートマイル、2019年ペガサスワールドカップ[18]
  - クリムト（Klimt） - 2016年デルマーフューチュリティステークス[19]
  - ソルティー（Salty） - 2018年ラトロワンヌステークス[20]
- 2015年産
  - カレドニアロード（Caledonia Road） - 2017年ブリーダーズカップ・ジュヴェナイルフィリーズ[21]
- 2016年産
  - ベラフィナ（Bellafina） - 2018年デルマーデビュータントステークス、2019年サンタアニタオークス[13][22]
  - ロードスター（Roadster） - 2019年サンタアニタダービー[13][23]
  - ダンバーロード（Dunbar Road） - 2019年アラバマステークス[13][24]
- 2018年産
  - エンブレムロード（Emblem Road） - 2022年サウジカップ
  - ブリーカーストリート（Bleecker Street） - 2022年ニューヨークステークス
- 2019年産
  - コーニッシュ（Corniche） - 2021年アメリカンファラオステークス、ブリーダーズカップ・ジュヴェナイル[25]
- 2020年産
  - ナショナルトレジャー（National Treasure） - 2023年プリークネスステークス、2024年ペガサスワールドカップ、メトロポリタンハンデキャップ

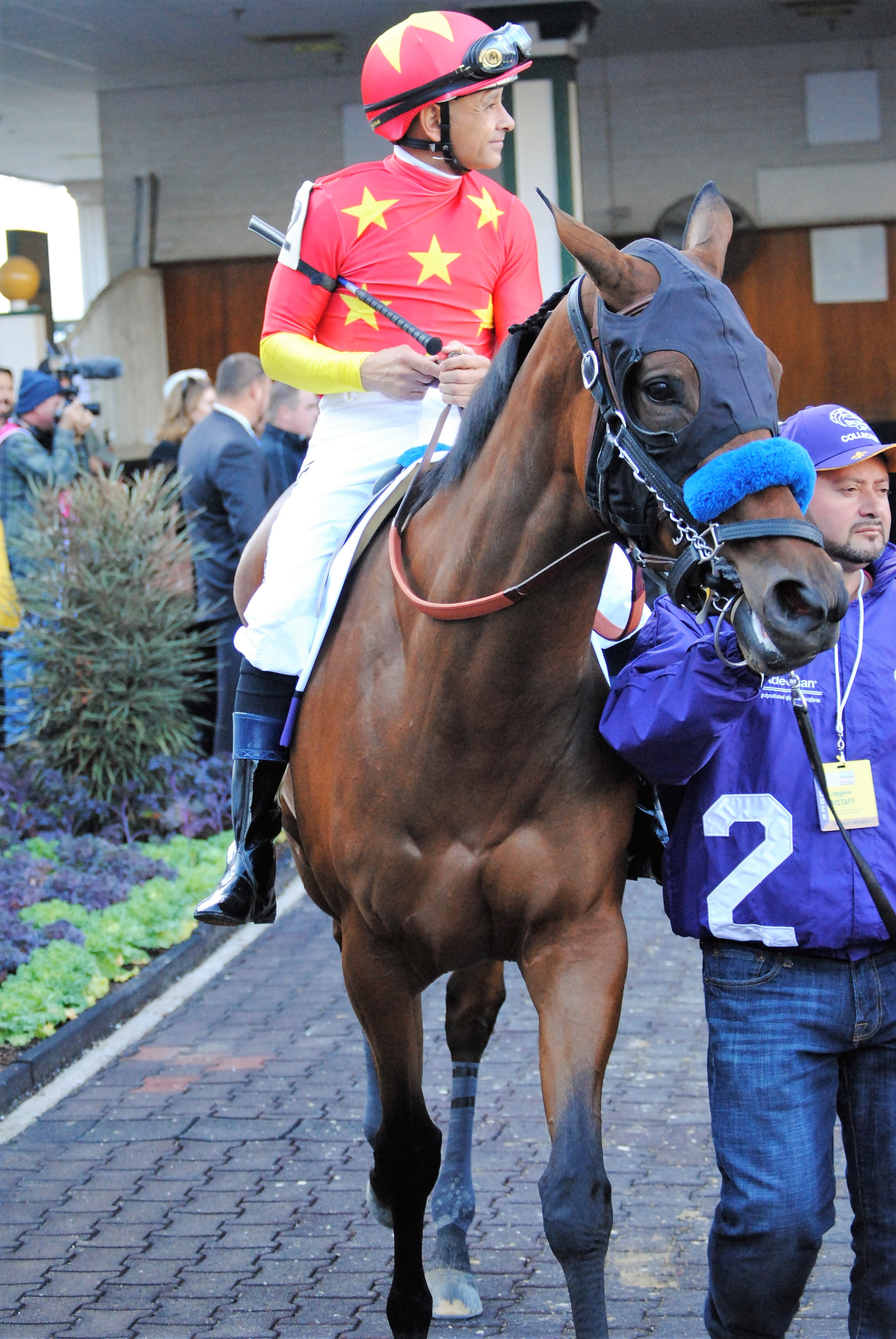
エイベルタズマン（2014年産）
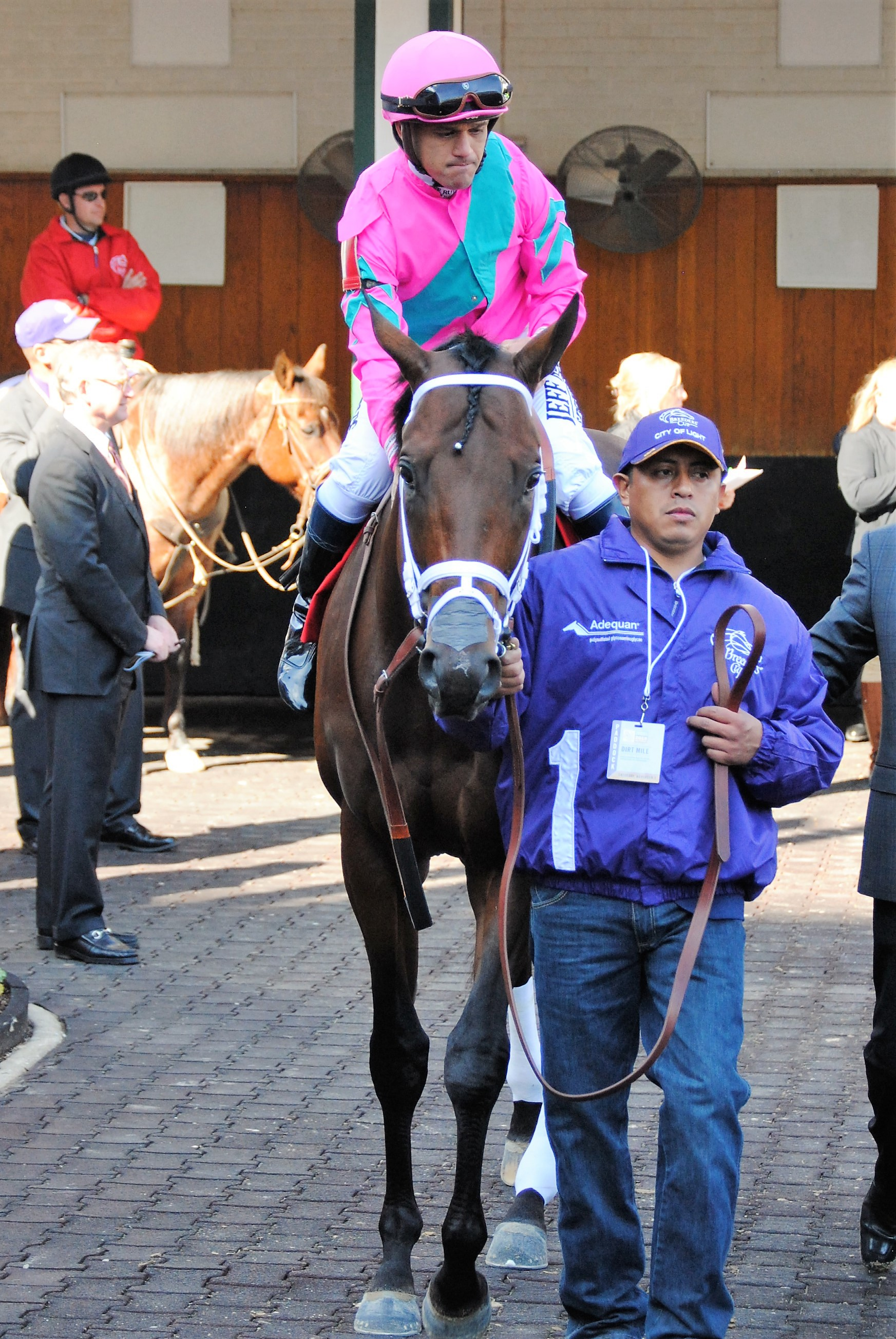
シティオブライト（2014年産）

### 母父としての主な産駒
- 2020年産
  - ライトクオンタム - 2023年シンザン記念（父ディープインパクト）
- 2021年産
  - Hard To Justify - 2023年ブリーダーズカップ・ジュヴェナイルフィリーズターフ（父ジャスティファイ）

## 血統表
| クオリティロードの血統       | クオリティロードの血統                                                                 | クオリティロードの血統                                                                 | （血統表の出典）                                                                       | （血統表の出典） |
| 父系                         | ミスタープロスペクター系                                                               | ミスタープロスペクター系                                                               | ミスタープロスペクター系                                                               | [ § 2 ]          |
| 父 Elusive Quality 1993 鹿毛 | 父の父Gone West 1984 鹿毛                                                              | Mr. Prospector                                                                         | Raise a Native                                                                         | Raise a Native   |
| 父 Elusive Quality 1993 鹿毛 | 父の父Gone West 1984 鹿毛                                                              | Mr. Prospector                                                                         | Gold Digger                                                                            |                  |
| 父 Elusive Quality 1993 鹿毛 | 父の父Gone West 1984 鹿毛                                                              | Secrettame                                                                             | Secretariat                                                                            | Secretariat      |
| 父 Elusive Quality 1993 鹿毛 | 父の父Gone West 1984 鹿毛                                                              | Secrettame                                                                             | Tamerett                                                                               |                  |
| 父 Elusive Quality 1993 鹿毛 | 父の母Touch of Greatness 1986 鹿毛                                                     | Heros Honor                                                                            | Northern Dancer                                                                        | Northern Dancer  |
| 父 Elusive Quality 1993 鹿毛 | 父の母Touch of Greatness 1986 鹿毛                                                     | Heros Honor                                                                            | Glowing Tribute                                                                        |                  |
| 父 Elusive Quality 1993 鹿毛 | 父の母Touch of Greatness 1986 鹿毛                                                     | Ivory Wand                                                                             | Sir Ivor                                                                               | Sir Ivor         |
| 父 Elusive Quality 1993 鹿毛 | 父の母Touch of Greatness 1986 鹿毛                                                     | Ivory Wand                                                                             | Natashka                                                                               |                  |
| 母 Kobla 1995 栗毛           | 母の父Strawberry Road 1979 鹿毛                                                        | Whiskey Road                                                                           | Nijinsky II                                                                            | Nijinsky II      |
| 母 Kobla 1995 栗毛           | 母の父Strawberry Road 1979 鹿毛                                                        | Whiskey Road                                                                           | Bowl of Flowers                                                                        |                  |
| 母 Kobla 1995 栗毛           | 母の父Strawberry Road 1979 鹿毛                                                        | Giftisa                                                                                | Rich Gift                                                                              | Rich Gift        |
| 母 Kobla 1995 栗毛           | 母の父Strawberry Road 1979 鹿毛                                                        | Giftisa                                                                                | Wahkeena                                                                               |                  |
| 母 Kobla 1995 栗毛           | 母の母Winglet 1988 鹿毛                                                                | Alydar                                                                                 | Raise a Native                                                                         | Raise a Native   |
| 母 Kobla 1995 栗毛           | 母の母Winglet 1988 鹿毛                                                                | Alydar                                                                                 | Sweet Tooth                                                                            |                  |
| 母 Kobla 1995 栗毛           | 母の母Winglet 1988 鹿毛                                                                | Highest Trump                                                                          | Bold Bidder                                                                            | Bold Bidder      |
| 母 Kobla 1995 栗毛           | 母の母Winglet 1988 鹿毛                                                                | Highest Trump                                                                          | Dear April                                                                             |                  |
| 母系(F-No.)                  | (FN:13-c)                                                                              | (FN:13-c)                                                                              | (FN:13-c)                                                                              | [ § 3 ]          |
| 5代内の近親交配              | Raise a Native 4 × 4 = 12.50%、Northern Dancer 4 × 5 = 9.38%、Bold Ruler 5 × 5 = 6.25% | Raise a Native 4 × 4 = 12.50%、Northern Dancer 4 × 5 = 9.38%、Bold Ruler 5 × 5 = 6.25% | Raise a Native 4 × 4 = 12.50%、Northern Dancer 4 × 5 = 9.38%、Bold Ruler 5 × 5 = 6.25% | [ § 4 ]          |
| 出典                         | 1. 2. 3. 4.                                                                            | 1. 2. 3. 4.                                                                            | 1. 2. 3. 4.                                                                            | 1. 2. 3. 4.      |